# Нерезій Єроним
о. Єронім Іван Нерезій ЧСВВ (іноді Нересій пол. Jan Hieronim Nereziusz; 1720 — 20 вересня 1790) — священник Руської унійної церкви, василіянин, педагог, проповідник, письменник, архимандрит Василіянського монастиря у Браславі (Білорусь).

## Життєпис
Народився 1720 року. 17 жовтня 1741 року вступив до Василіянського Чину на новіціят у Битенський монастир. Був проповідником у Свято-Троїцькому монастирі у Вільно (1745). У 1750–1757, 1761–1765 роках — ігумен Бучацького монастиря отців Василіян (від 1991 р. Чесного Хреста Господнього). Ініціатор побудови в місті Бучачі приміщення монастиря біля підніжжя місцевої г. Федір (1751–1753 р.).
У 1754 р. за сприяння Миколи Василя Потоцького заснував і очолив конвікт (школу-інтернат) для 12 учнів із незаможних родин, незалежно від суспільного стану та віросповідання, та 6-класну гімназію (згідно деяких авторів — колегіуму), у якій 1-го навчального року було 189 учнів, з них 117 українці. Ініціатор будівництва (1765–1771, архітектор Ґотфрід Гофман) монастирської церкви Чесного і животворящого Хреста. У 1765 р. виїхав із Бучача до монастиря оо. Василіян у Браславі, де був призначений архимандритом.
Спричинився до особливого поширення культу Браславської ікони Божої Матері. У 1774 році у Віленській василіянській друкарні видав книгу гомілій на честь Матері Божої, які він виголошував у стінах монастирського храму.

### Твори
- Flos odorem devotionis spirans ad radios Basilii Magni columnae in avita Nereziorum rosa explicatus alias Hymnus acathistus Ad dulcissimum nomen Jesu Christi… Львів, друкарня Івана Филиповича, 1756.
- Illusirissimo et Excellentissimo Domino Domino Nicolao… Potocki suo Fundatori & Protectori Scholąe Buczacenses… hanc Synopsim rectefactorum Constantini Magni Caesaris, Magnam similitudinem sibi explicantes… Почаїв, [до 24.11 1759].
- Kazanie w dzień w Niebowzięcia Nayswiętszey Maryi Panny w kościele farnym buczackim… Почаїв 1764.
- Kazanie na uroczystosc Przenosin z Ziemi do Nieba Krolowey … Maryi … W Kościele… Zdziencielskim… Roku 1758 miane. Львів, друкарня І. Филиповича, 1765.
- Kazanie o Przenaydostoyniey Matce Boskiey Maryi Pannie na wszystkie jej uroczystości podług obrz. Kła Wschodniego, Вільно 1774.